# Hans-Joachim Gießmann

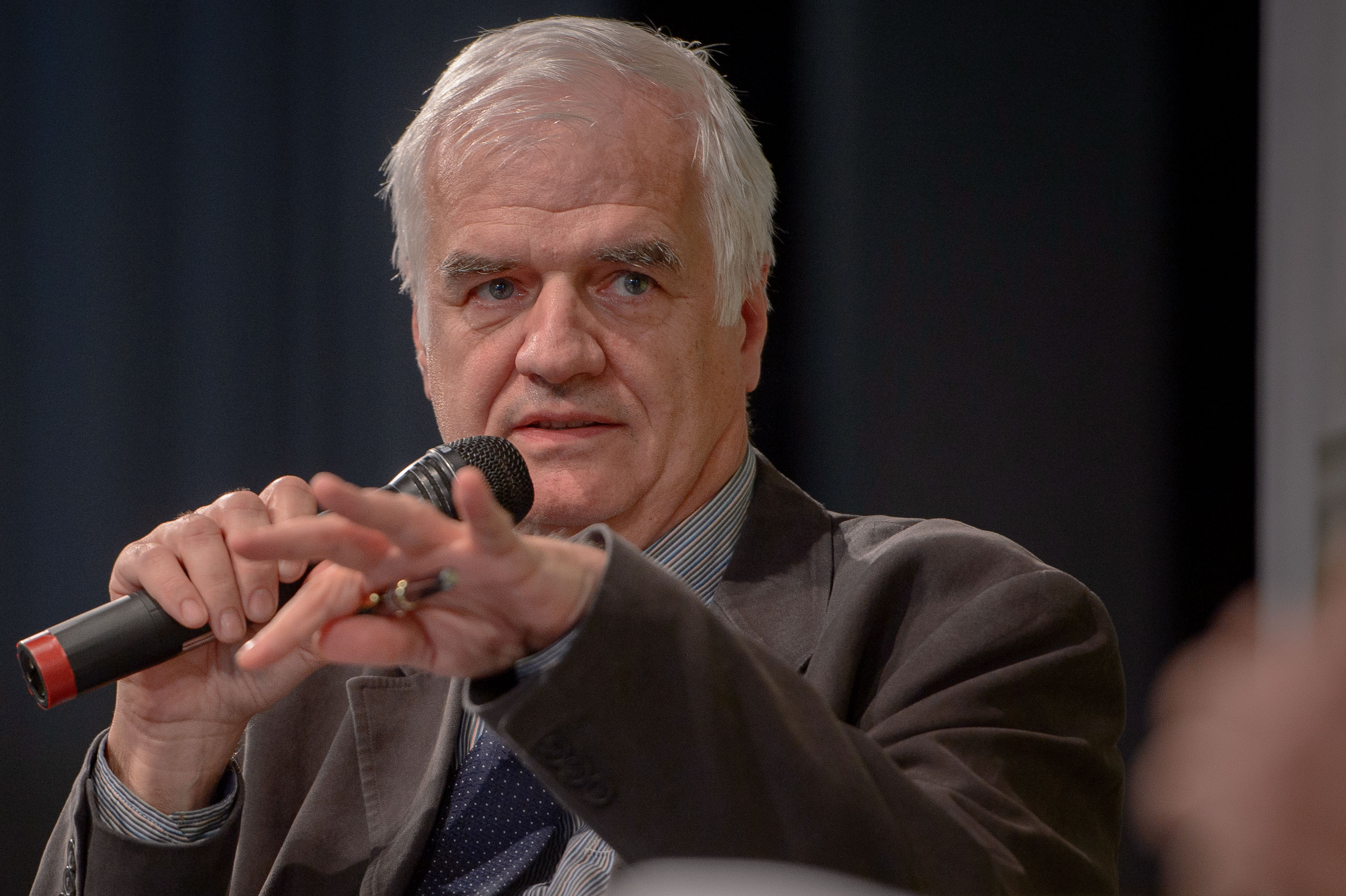
Hans-Joachim Gießmann, 2015

Hans-Joachim Gießmann (* 19. Januar 1955) ist ein deutscher Politikwissenschaftler.

## Leben
Nach der Promotion 1981 an der Humboldt-Universität zu Berlin und der Habilitation 1987 am Institut für Internationale Politik und Wirtschaft war er stellvertretender Direktor des IFSH, Professor an der Universität Hamburg und Geschäftsführer der Berghof Foundation. Er ist seit 2022 sachverständiges Mitglied der Enquete-Kommission Lehren aus Afghanistan für das künftige vernetzte Engagement Deutschlands des Deutschen Bundestags.

## Schriften (Auswahl)
- Das unliebsame Erbe. Die Auflösung der Militärstruktur der DDR (= Militär, Rüstung, Sicherheit Band 74). Nomos Verlagsgesellschaft, Baden-Baden 1992, ISBN 3-7890-2847-9.
- Sicherheitspolitik in Ostmitteleuropa. Probleme – Konzepte – Perspektiven (= Demokratie, Sicherheit, Frieden Band 98). Nomos Verlagsgesellschaft, Baden-Baden 1995, ISBN 3-7890-4012-6.
- Länderanalyse. Weltmacht oder Scheinriese? Chinas Öffnungspolitik auf dem Prüfstand. Friedrich-Ebert-Stiftung, Berlin 2009, ISBN 978-3-86872-192-8.
- mit Véronique Dudouet und Katrin Planta: From combatants to peacebuilders. A case for inclusive, participatory and holistic security transitions. Berghof Foundation, Berlin 2012, ISBN 978-3-941514-05-8.